# Anacréon et une jeune fille
Anacréon et une jeune fille est une fresque réalisée par le peintre français Eugène Delacroix à l'automne 1834, pendant un séjour à l'abbaye de Valmont, en Seine-Maritime. Cette peinture d'histoire représente le poète athénien Anacréon assis sa lyre à la main face à une jeune muse nue qui pointe du doigt dans sa direction. Achetée en 1992, l'œuvre fait partie des collections du musée national Eugène-Delacroix, à Paris.